# Reparto comando e supporti tattici "Aosta"
Il 6º Reparto comando e supporti tattici è un'unità della Brigata meccanizzata "Aosta", con il compito di assicurare il funzionamento del comando della Brigata, per gli aspetti logistici e comunicazione.

## Compiti
Il Reparto comando e supporti tattici è l'unità della Brigata che ha il compito di assicurare il funzionamento del Comando della Grande Unità sia sotto gli aspetti logistici che di comunicazione.
È costituito da una Compagnia comando ed una trasmissioni ed è di stanza a Messina.

## Storia
In Messina il 1º ottobre 1975 dall'unificazione del Quartier generale "Aosta" e della Compagnia trasmissioni "Aosta" nasce il Reparto comando e trasmissioni. Il 15 settembre 1977 i due plotoni trasmissioni vengono riuniti in una Compagnia trasmissioni in seno al reparto stesso. Dal 1º marzo 1993 assume il nome di Reparto comando e supporti tattici che, oltre la Compagnia comando e servizi e la Compagnia trasmissioni, inquadra la Compagnia Genio guastatori "Aosta", fino a quel momento autonoma. Con l'ingresso nell'organico della Brigata del 4º Reggimento Genio guastatori, il reparto perde la Compagnia genio. Il 1º ottobre 2022, acquisendo la Bandiera di Guerra del disciolto 6º reggimento fanteria "Aosta", assume la denominazione di 6º Reparto Comando e Supporti Tattici "Aosta".

## Armi e mezzi in dotazione
Il reparto dispone di mezzi per il trasporto sia di personale che delle stazioni radio, di gruppi elettrogeni per l'autosufficienza energetica. L'equipaggiamento, l'armamento del reparto fanno parte dello standard delle forze armate. Informazioni ricavate dalla pagina del Reparto comando e supporti tattici "Aosta" sul sito dello Stato Maggiore dell'Esercito.

### Armamento
- Pistola automatica "BERETTA 92 FS" cal.9
- Fucile d'assalto "AR 70/90" cal. 5,56
- Arma di reparto "MINIMI" cal. 5,56
- Arma di reparto "MG 42/59" cal. 7,62 NATO
- Arma di reparto Browning cal. 12,7
- OD 82/SE
- Mortaio rigato da 120 mm

### Mezzi
- Motociclo da ricognizione Cagiva 350 W12
- Land Rover AR 90
- VM 90T
- Lancia ACL 90
- Iveco ACTL 4x4

### Mezzi delle trasmissioni
- Ponte Radio Digitale VHF di piccola capacità
- Stazione Radio SRT - 478
- Shelter tipo UEO 2 per Posti Comando
- Ponte Radio PR6/15
- Gruppo elettrogeno "COELMO"